# Javier Colon
Javier Colon (Stratford, 1978) è un cantautore statunitense.
Di origini dominicane e portoricane, è stato membro della EmcQ, della The Derek Trucks Band ed ha lavorato con molti musicisti prima di intraprendere una carriera da solista. Dal 2002 al 2006 è stato legato alla Capitol Records, prima di divenire un artista indipendente, fondando una propria etichetta discografica, la Javier Colon Music.
Nel 2011 ha vinto la prima edizione del talent show The Voice, ricevendo 100.000 dollari e un contratto con la Universal Republic. Nello stesso anno ha ricevuto una candidatura ai Teen Choice Awards nella categoria Breakout Artist.

## Discografia

### Album
- 2003 – Javier (Capitol Records)
- 2006 – Left of Center (Capitol Records)
- 2011 - Come Through For You (Universal Republic)

### EP
- 2010 – The Truth - Acoustic EP (Javier Colon Music)

### Singoli
- 2003 – Crazy, dall'album Javier
- 2003 – Beautiful U R, dall'album Javier
- 2006 – Indecent Proposal, dall'album Left of Center
- 2006 – Dance For Me, dall'album Left of Center
- 2006 – The Answer Is Yes, dall'album Left of Center
- 2011 – Time After Time, dalla raccolta di The Voice
- 2011 – Stand By Me, dalla raccolta di The Voice
- 2011 – Angel, dalla raccolta di The Voice
- 2011 – Fix You, dalla raccolta di The Voice
- 2011 – Stitch by Stitch, dalla raccolta di The Voice